# Nedre Slån
Nedre Slån är en sjö i Vimmerby kommun i Småland och ingår i Botorpsströmmens huvudavrinningsområde. Sjön är 2,7 meter djup, har en yta på 0,012 kvadratkilometer och befinner sig 96,2 meter över havet.